# أندريه بسيه
أندريه بَسيه (بالفرنسية: André Basset)‏ هو مدرس ومستشرق فرنسي، ولد في 4 أغسطس 1895 في لونفيل في فرنسا، وتوفي في 24 يناير 1956 في باريس في فرنسا بسبب نوبة قلبية. وهو ابن رُنيه بسيه مختص في اللغتين الأمازيغية والعربية.